# Xalet Carvallo
El Xalet Carvallo és una obra del municipi d'Amposta inclosa en l'Inventari del Patrimoni Arquitectònic de Catalunya.

## Descripció
Xalet-torre de planta rectangular, composta per dues seccions, una quadrangular i que correspon a l'edifici original i una altra rectangular que pertany a un cos afegit posteriorment pel costat esquerre de la façana principal.
El recinte està delimitat per una tàpia i té un jardí interior que envolta l'edifici per tres costats. El xalet té planta sobre-aixecada i pis superior, amb una terrassa al nivell de la planta que envolta les façanes principal i lateral dreta tancada per una barana de ferro. La coberta és plana. L'organització de les façanes principal, lateral dreta i posterior és la mateixa: simètrica, amb tres portes a la planta i tres finestres al pis superior, amb emmarcaments senzills de maó, motllures de maó a les cantonades, petita cornisa amb modillons de maó i barana de ferro. El cos afegit a la façana lateral esquerra és més elevat i deixa per sota un túnel per a circulació de vehicles. Els materials bàsics dels forjats són el maó i l pedra.

## Història
Construït a la dècada dels anys 20 per la iniciativa de Pere Carvallo, autor dels plànols. Construït per J. Curto.
Durant la guerra Civil fou caserna de la Guàrdia civil, funció que va mantenir fins a la dècada dels 50. A la dècada dels 60 es va construir el cos afegit.